# Harmelinopora
Harmelinopora is een geslacht van mosdiertjes uit de familie van de Tubuliporidae en de orde Cyclostomatida. De wetenschappelijke naam ervan werd in 1976 voor het eerst geldig gepubliceerd door Brood.

## Soorten
- Harmelinopora indistincta (Canu & Bassler, 1929)
- Harmelinopora plana Brood, 1976